# Life Changes (album của Thomas Rhett)
| Đánh giá chuyên môn | Đánh giá chuyên môn |
| Nguồn đánh giá      | Nguồn đánh giá      |
| Nguồn               | Đánh giá            |
| ------------------- | ------------------- |
| AllMusic            | [ 1 ]               |

Life Changes là album phòng thu thứ ba của nam nghệ sĩ pop đồng quê người Mỹ Thomas Rhett, được phát hành vào ngày 8 tháng 9 năm 2017 thông qua Valory Music Group. Rhett đồng sản xuất album cùng với Dann Huff, Jesse Frasure, Julian Bunetta và Joe London. Album bao gồm các đĩa đơn quán quân bảng xếp hạng như "Craving You" với Maren Morris và "Unforgettable". Album ra mắt ở vị trí quán quân với 123.000 đơn vị album tương đương, trở thành album quán quân đầu tiên trên bảng xếp hạng Billboard 200 trong sự nghiệp của Rhett.

## Các đĩa đơn
"Craving You", một bản song ca với Maren Morris, được phát hành thành đĩa đơn mở đường cho album dưới dạng kỹ thuật số vào ngày 31 tháng 3 năm 2017. Ca khúc được gửi đến các đài phát thanh nhạc đồng quê vào ngày 3 tháng 4 năm 2017. Bài hát đạt vị trí quán quân trên các bảng xếp hạng US Country Airplay và Canada Country. Đĩa đơn thứ hai, "Unforgettable", được phát hành trên hệ thống phát thanh vào ngày 28 tháng 7 năm 2017. "Marry Me" được phát hành thành đĩa đơn thứ tư từ album, cũng trên hệ thống các đài phát thanh vào ngày 20 tháng 11 năm 2017. Ca khúc chủ đề của album được phát hành thành đĩa đơn chính thức thứ tư trên các đài phát thanh vào ngày 9 tháng 4 năm 2018.

### Đĩa đơn quảng bá
"Sixteen" là đĩa đơn quảng bá thứ nhất từ album và được phát hành vào ngày 11 tháng 8 năm 2017. Đĩa đơn quảng bá thứ hai, "Grave", được phát hành vào ngày 18 tháng 4 năm 2017. Ca khúc chủ đề của album cũng được phát hành thành đĩa đơn quảng bá thứ ba vào ngày 1 tháng 9 năm 2017.
Rhett phát hành một ca khúc có tựa đề "Sweetheart" độc quyền trên Billboard vào ngày 7 tháng 9, một ngày trước khi album được phát hành. Một đĩa mở rộng phối lại của bài hát "Leave Right Now" được phát hành thành đĩa đơn quảng bá thứ năm từ album vào ngày 13 tháng 4 năm 2018.

## Diễn biến thương mại
Life Changes ra mắt ở vị trí số một trên bảng xếp hạng Billboard 200, trở thành album quán quân đầu tiên của Rhett trên bảng xếp hạng này. Album bán ra 94.000 bản thuần trong tuần đầu phát hành (với tổng cộng 123.000 đơn vị album tương đương), trở thành album có doanh số đĩa thuần và tổng doanh số trong tuần đầu tốt nhất của Rhett. Đây cũng là album nhạc đồng quê đầu tiên đạt vị trí quán quân trên bảng xếp hạng Billboard 200 trong năm 2017. Album bán thêm được 20.400 bản trong tuần thứ hai. Album đã bán được 319.600 bản tại Hoa Kỳ tính đến tháng 3 năm 2019.

## Giải thưởng và đề cử
| Năm  | Giải thưởng | Hạng mục                          | Kết quả |
| ---- | ----------- | --------------------------------- | ------- |
| 2018 | Giải Grammy | Album nhạc đồng quê xuất sắc nhất | Đề cử   |
| 2018 | Giải CMA    | Album của năm                     | Đề cử   |

## Danh sách bài hát
| Life Changes —Phiên bản chuẩn | Life Changes —Phiên bản chuẩn                   | Life Changes —Phiên bản chuẩn                           | Life Changes —Phiên bản chuẩn |
| STT                           | Nhan đề                                         | Sáng tác                                                | Thời lượng                    |
| ----------------------------- | ----------------------------------------------- | ------------------------------------------------------- | ----------------------------- |
| 1.                            | "Craving You" (hợp tác với Maren Morris)        | Dave Barnes Julian Bunetta                              | 3:43                          |
| 2.                            | "Unforgettable"                                 | Thomas Rhett Jesse Frasure Ashley Gorley Shane McAnally | 2:37                          |
| 3.                            | "Sixteen"                                       | Rhett Sean Douglas Joe Spargur                          | 2:58                          |
| 4.                            | "Drink a Little Beer" (hợp tác với Rhett Akins) | Rhett Akins Frasure Ben Hayslip                         | 3:34                          |
| 5.                            | "Marry Me"                                      | Rhett Frasure Gorley McAnally                           | 3:26                          |
| 6.                            | "Leave Right Now"                               | Rhett Bunetta Edward Drewett John Henry Ryan            | 3:16                          |
| 7.                            | "Smooth Like the Summer"                        | Rhett Frasure McAnally Josh Osborne                     | 2:48                          |
| 8.                            | "Life Changes"                                  | Rhett Akins Frasure Gorley                              | 3:10                          |
| 9.                            | "When You Look Like That"                       | Jessi Alexander Matt Dragstrem David Lee Murphy         | 3:23                          |
| 10.                           | "Sweetheart"                                    | Rhett Akins Boggs Douglas Spargur                       | 3:26                          |
| 11.                           | "Kiss Me Like a Stranger"                       | Rhett Barnes Jordan Reynolds                            | 3:47                          |
| 12.                           | "Renegades"                                     | Rhett Bunetta Ryan                                      | 3:43                          |
| 13.                           | "Gateway Love"                                  | Rhett Douglas Sam Ellis Emily Weisband                  | 3:26                          |
| 14.                           | "Grave"                                         | Chris DeStefano Hillary Lindsey Josh Miller             | 3:11                          |
| Tổng thời lượng:              | Tổng thời lượng:                                | Tổng thời lượng:                                        | 46:28                         |

| Life Changes —Bài hát thêm cho phiên bản phát hành độc quyền trên Target | Life Changes —Bài hát thêm cho phiên bản phát hành độc quyền trên Target | Life Changes —Bài hát thêm cho phiên bản phát hành độc quyền trên Target | Life Changes —Bài hát thêm cho phiên bản phát hành độc quyền trên Target |
| STT                                                                      | Nhan đề                                                                  | Sáng tác                                                                 | Thời lượng                                                               |
| ------------------------------------------------------------------------ | ------------------------------------------------------------------------ | ------------------------------------------------------------------------ | ------------------------------------------------------------------------ |
| 15.                                                                      | "Country Gold"                                                           | Rhett Akins Frasure Gorley                                               | 3:50                                                                     |
| 16.                                                                      | "Cardboard Heart"                                                        | Rhett Akins Douglas Frasure                                              | 2:46                                                                     |
| 17.                                                                      | "When We're 80"                                                          | Rhett Frasure McAnally Osborne                                           | 2:57                                                                     |
| Tổng thời lượng:                                                         | Tổng thời lượng:                                                         | Tổng thời lượng:                                                         | 56:01                                                                    |

| Life Changes —Bài hát thêm cho phiên bản cao cấp | Life Changes —Bài hát thêm cho phiên bản cao cấp          | Life Changes —Bài hát thêm cho phiên bản cao cấp | Life Changes —Bài hát thêm cho phiên bản cao cấp |
| STT                                              | Nhan đề                                                   | Sáng tác                                         | Thời lượng                                       |
| ------------------------------------------------ | --------------------------------------------------------- | ------------------------------------------------ | ------------------------------------------------ |
| 15.                                              | "Country Gold"                                            | Rhett Akins Frasure Gorley                       | 3:50                                             |
| 16.                                              | "Cardboard Heart"                                         | Rhett Akins Douglas Frasure                      | 2:46                                             |
| 17.                                              | "When We're 80"                                           | Rhett Frasure McAnally Osborne                   | 2:57                                             |
| 18.                                              | "Life Changes" (bản hiệu chỉnh cho các đài phát thanh)    |                                                  | 3:11                                             |
| 19.                                              | "Leave Right Now" (bản phối của Martin Jensen)            |                                                  | 2:42                                             |
| 20.                                              | "Leave Right Now" (bản phối của Nashville)                |                                                  | 3:19                                             |
| 21.                                              | "Leave Right Now" (bản hiệu chỉnh cho các đài phát thanh) |                                                  | 3:09                                             |
| Tổng thời lượng:                                 | Tổng thời lượng:                                          | Tổng thời lượng:                                 | 68:22                                            |

## Những người thực hiện
- Rhett Akins – song ca trong "Drink a Little Beer"
- Jessi Alexander – hát đệm
- Robert Bailey – hát đệm
- Dave Barnes – hát đệm
- Julien Bunetta – trống, ghi-ta điện, bàn phím, lập trình, hát đệm
- Ben Caver – hát đệm
- Matt Dragstrem – lập trình, hát đệm
- Stuart Duncan – vĩ cầm
- Skip Edwards – ghi-ta thép
- Sam Ellis – bàn phím, lập trình
- Jason Eskridge – hát đệm
- Paul Franklin – ghi-ta thép
- Jesse Frasure – lập trình
- Vicki Hampton – hát đệm
- Dann Huff – đàn banjo, ghi-ta điện, mandolin
- Charlie Judge – bàn phím, synthesizer, đàn synthesizer có dây
- Chris Kimmerer – trống
- Joe London – ghi-ta điện, bàn phím, lập trình
- Nate Mercereau – kèn cor
- Maren Morris – hát đệm on "Craving You"
- Wendy Moten – hát đệm
- David Lee Murphy – hát đệm
- Tom Peyton – trombone
- Danny Rader – ghi-ta acoustic
- Jordan Reynolds – hát đệm
- Thomas Rhett – hát chính, hát đệm
- John Ryan – lập trình
- Jimmie Lee Sloas – ghi-ta bass
- Russell Terrell – hát đệm
- Ilya Toshinsky – ghi-ta acoustic
- Emily Weisband – hát đệm
- Derek Wells – ghi-ta điện

## Xếp hạng
| Bảng xếp hạng (2017)                 | Vị trí cao nhất |
| ------------------------------------ | --------------- |
| Album Úc (ARIA)                      | 30              |
| Album Canada (Billboard)             | 2               |
| New Zealand Heatseeker Albums (RMNZ) | 3               |
| Album Scotland (OCC)                 | 26              |
| Album Anh Quốc (OCC)                 | 54              |
| Album Anh Quốc Country (OCC)         | 2               |
| Album Hoa Kỳ Billboard 200           | 1               |
| Album Hoa Kỳ Top Country (Billboard) | 1               |

| Bảng xếp hạng (2017)                  | Vị trí |
| ------------------------------------- | ------ |
| Hoa Kỳ Billboard 200                  | 123    |
| Hoa Kỳ Top Country Albums (Billboard) | 17     |
| Bảng xếp hạng (2018)                  | Vị trí |
| Canada (Billboard)                    | 41     |
| Hoa Kỳ Billboard 200                  | 41     |
| Bảng xếp hạng (2019)                  | Vị trí |
| Hoa Kỳ Billboard 200                  | 106    |
| Hoa Kỳ Top Country Albums (Billboard) | 9      |